# Лазарев, Георгий Геннадьевич
Георгий Геннадьевич Лазарев (11 сентября 1952 года, Челябинск, РСФСР, СССР — 31 октября 2018 года, Москва, Россия) — депутат Государственной Думы России четвёртого (2003—2007) и пятого созывов (с 2007).
Председатель подкомитета по развитию промышленности.
Президент Союза производителей строительной и дорожной техники.

## Биография
- В 1974 году окончил Челябинский политехнический институт им. Ленинского комсомола.
- В 1989 году окончил Свердловскую высшую партийную школу. Кандидат экономических наук. Тема диссертации — «Институциональные предпосылки совершенствования ресурсоэнергоэффективности в экономике России».
- В 1975—1977 годах работал старшим инженером, заведующим сектором, начальником отдела проектно-конструкторского бюро Челябинского облисполкома.
- 1977—1979 годы — директор завода «Электрон».
- 1979—1985 годы — заведующий сектором Челябинского областного комитета КПСС.
- 1985—2003 годы — генеральный директор АОЗТ «Электрон».

В 2003 году был избран депутатом Государственной Думы ФС РФ четвёртого созыва от избирательного объединения «Партия „ЕДИНСТВО“ и „ОТЕЧЕСТВО“ — Единая Россия». Член фракции «Единая Россия». Член Комитета ГД по экономической политике, предпринимательству и туризму.
2 декабря 2007 года избран депутатом Государственной Думы пятого созыва в составе федерального списка кандидатов, выдвинутого Политической партией «Единая Россия».
В 2008 году избран президентом Союза производителей строительно-дорожной техники. Является членом комитета Государственной Думы по экономической политике и предпринимательству.
Один из самых последовательных сторонников увеличения доли российской промышленности в инфраструктурных проектах, реализуемых с участием естественных монополий и других крупных компаний. По мнению Георгия Лазарева, в условиях мирового финансового кризиса задача созданного в конце прошлого года Союз производителей строительной и дорожной техники состоит в выработке мер по защите интересов российских предприятий. Необходимо Союза производителей строительно-дорожной техникисоздать такие условия, чтобы наша строительно-дорожная техника не испытывала конкуренции со стороны иностранных производителей как минимум на внутреннем рынке. Для успешного продвижения нашей техники на внешнем рынке необходима консолидация технической, инновационной и инвестиционной политики.
Скончался после продолжительной болезни 31 октября 2018 года в Москве. Похоронен 3 ноября 2018 в Челябинске.

## Награды
Награждён медалью ордена «За заслуги перед Отечеством» I (2008) и II (1996) степени.